# Gran Premio Palermo
El Gran Premio Palermo es el clásico más importante para caballos milleros que se disputa en el Hipódromo Argentino de Palermo, sobre pista de arena y convoca a todo caballo de 3 años y más edad, oriundos de cualquier país, a peso por edad. Está catalogado como un certamen de Grupo 1 en la escala internacional.
Se disputa como antesala del Gran Premio Nacional. Desde 2009 a 2016 se lo denominó "Gran Premio Hipódromo de Palermo".

## Últimos ganadores del Gran Premio Palermo
| Año  | Ganador          | País | Jockey              | País | Padre              | País | Madre         | País | Criador                  | Caballeriza           | Colores            |
| ---- | ---------------- | ---- | ------------------- | ---- | ------------------ | ---- | ------------- | ---- | ------------------------ | --------------------- | ------------------ |
| 2019 | Pinball Wizard   |      | Wilson Moreyra      |      | Orpen              |      | Pink Pony     |      | Haras Carampangue        | Don Teodoro           | Horse racing silks |
| 2018 | Equal Miller     |      | Iván Monasterolo    |      | Equal Stripes      |      | Milan Hill    |      | Estancia La Josefina S.A | Ferre                 | Horse racing silks |
| 2017 | Quirico          |      | Jorge Ricardo       |      | Jump Start         |      | Queen Halo    |      | Haras Santa Inés         | Ligarotti             | Horse racing silks |
| 2016 | Eragon           |      | Gustavo Calvente    |      | Offlee Wild        |      | Express Time  |      | Haras Avourneen          | Juan Antonio          | Horse racing silks |
| 2015 | Idalino          |      | Juan Carlos Noriega |      | Pleasantly Perfect |      | Union Camp    |      | Haras Don Arcángel       | Pay Ubre              | Horse racing silks |
| 2014 | Todo Un Amiguito |      | Juan Cruz Villagra  |      | Mutakddim          |      | Yankee Star   |      | Carlos Monayer           | Haras y Stud Don Nico | Horse racing silks |
| 2013 | Capolicho        |      | Pablo Falero        |      | Easing Along       |      | Artemisa      |      | Haras La Quebrada        | Victoria              | Horse racing silks |
| 2012 | Saba Emperor     |      | Jorge Ricardo       |      | Emperor Jones      |      | Sabática Fitz |      | Haras Firmamento         | Rubio B.              | Horse racing silks |
| 2011 | Curioso Slam     |      | Pablo Falero        |      | Grand Slam         |      | Miss Cursi    |      | Haras Firmamento         | La Pampita            | Horse racing silks |
| 2010 | Mad Speed        |      | Pablo Falero        |      | Mad Champ          |      | Speed Wells   |      | Haras Firmamento         | Choloe                | Horse racing silks |
| 2009 | El Garufa        |      | Claudio Quiroga     |      | Luhuk              |      | La Camorrera  |      | Haras La Quebrada        | Snow Crest            | Horse racing silks |
| 2008 | El Garufa        |      | Claudio Quiroga     |      | Luhuk              |      | La Camorrera  |      | Haras La Quebrada        | Snow Crest            | Horse racing silks |
| 2007 | Fairy Magic      |      | José Ricardo Méndez |      | Southern Halo      |      | Fairy Story   |      | Haras La Quebrada        | Las Hormigas          | Horse racing silks |
| 2006 | Juan Talentoso   |      | Gustavo Calvente    |      | Don Juan Tag       |      | Chisuna       |      | Haras Alborada           | La Barraca            | Horse racing silks |
| 2005 | Latency          |      | Julio César Méndez  |      | Slew Gin Fizz      |      | Latencia      |      | Haras Las Dos Manos      | Las Dos Manos         | Horse racing silks |
| 2004 | Body Bar         |      | Pablo Falero        |      | Body Glove         |      | Federica Bar  |      | Haras Don Yayo           | Lagrange              | Horse racing silks |
| 2003 | Mr. Nancho       |      | Jacinto Herrera     |      | Southern Halo      |      | Miss Peggy    |      | Haras La Quebrada        | La Quebrada           | Horse racing silks |
| 2002 | Eclipse West     |      | Juan José Paulé     |      | Westbridge         |      | Legitime      |      | Haras Las Telas          | Las Telas             | Horse racing silks |
| 2001 | Guernika         |      | Juan José Paulé     |      | Luhuk              |      | Gouache       |      | Haras La Quebrada        | La Quebrada           | Horse racing silks |
| 2000 | Don Fitz         |      | Julio César Méndez  |      | Fitzcarraldo       |      | Luna Donzetta |      | Haras Ojo de Agua        | Orilla del Monte      | Horse racing silks |
| 1999 | Llers Fitz (*)   |      | Juan Pablo Lagos    |      | Fitzcarraldo       |      | Llers         |      | Haras Firmamento         | Milenium              | Horse racing silks |
| 1999 | Cafetín (*)      |      | Edwin Talaverano    |      | Slew Gin Fizz      |      | Pretty Queen  |      | Haras Rodeo Chico        | Rodeo Chico           | Horse racing silks |
| 1998 | Di Escorpión     |      | Néstor Oviedo       |      | Digression         |      | The Twins     |      | Haras La Irenita         | Cosa Nostra           | Horse racing silks |
| 1997 | El Compinche     |      | Jacinto Herrera     |      | Southern Halo      |      | La Copera     |      | Haras La Quebrada        | La Quebrada           | Horse racing silks |
| 1996 | El Compinche     |      | Jacinto Herrera     |      | Southern Halo      |      | La Copera     |      | Haras La Quebrada        | La Quebrada           | Horse racing silks |
| 1995 | Apeles           |      | Jacinto Herrera     |      | Señor Pete         |      | Aquarelle     |      | Haras La Quebrada        | La Quebrada           | Horse racing silks |

(*) Empataron en el primer puesto.